# Gewog di Jaray
Il gewog di Jaray è uno degli otto raggruppamenti di villaggi del distretto di Lhuntse, nella regione Orientale, in Bhutan.